# ده داستان
ده داستان (به هندی: Dus Kahaniyaan) فیلمی محصول سال ۲۰۰۷ است. در این فیلم بازیگرانی همچون دیا میرزا، سونیل شتی، سانجی دات، ارباز خان، جیمی شرگیل، آمریتا سینگ، نانا پاتیکار، منیشا لامبا، بومان ایرانی، سودهانشو پاندی، انوپم کهیر، آفتاب شیودسانی، نیها اوبروی، نصیرالدین شاه، مانوج باجپایی ایفای نقش کرده‌اند.